# Eumenes diligens
Eumenes diligens är en stekelart som beskrevs av Smith 1864. Eumenes diligens ingår i släktet krukmakargetingar, och familjen Eumenidae. Inga underarter finns listade i Catalogue of Life.